# Hans Loch

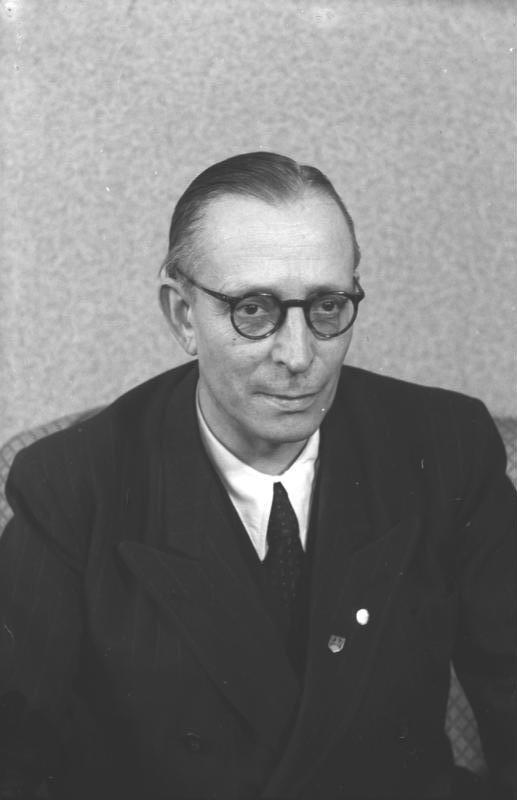
Hans Loch (1951)

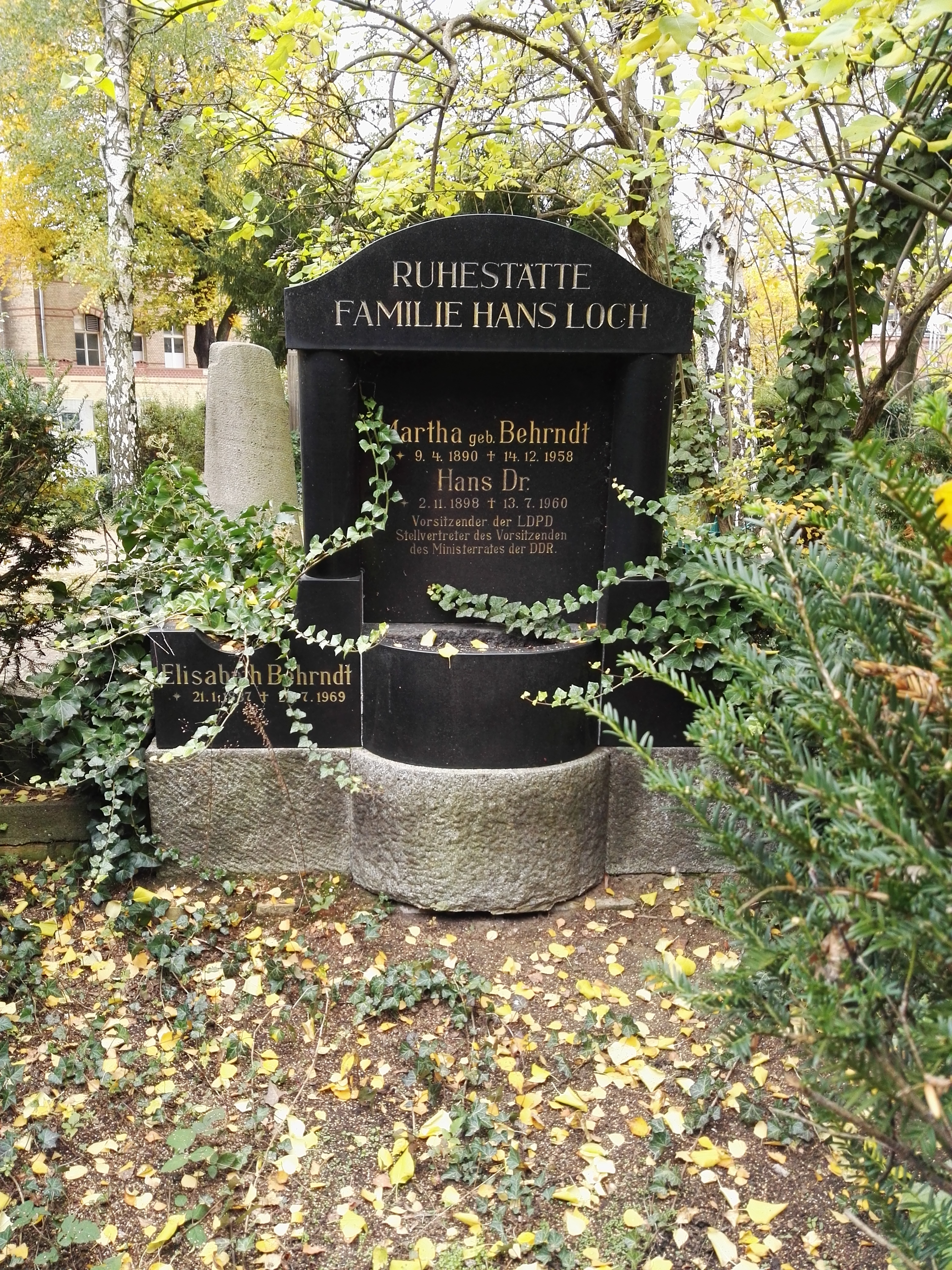
Grab auf dem Dorotheen-
städtischen Friedhof in Berlin

Hans Loch (* 2. November 1898 in Köln; † 13. Juli 1960 in Ost-Berlin) war Vorsitzender der DDR-Blockpartei LDPD und Finanzminister der DDR.

## Leben
Als Sohn eines Schlossers wurde Loch nach dem Besuch des Gymnasiums 1917 zum Militärdienst eingezogen. 1918 bis 1923 studierte er Rechtswissenschaften an den Universitäten Köln und Bonn und promovierte 1923 zum Dr. jur. Danach arbeitete er als Justitiar und Steuersyndikus. 1936 emigrierte er in die Niederlande, kehrte 1938 nach Deutschland zurück und war 1939 bis 1945 Soldat der Wehrmacht.
Nach dem Krieg war Loch zunächst als Landarbeiter, dann im Justizdienst des Landes Thüringen tätig. 1945 war er Mitbegründer der LDPD im Landkreis Gotha, ab 1947 Vorsitzender des Ausschusses Gemeindepolitik beim Zentralvorstand der Partei, ab 1949 stellvertretender Parteivorsitzender, ab Juli 1951 zunächst gemeinsam mit Karl Hamann und dann nach dessen Verhaftung ab Ende 1952 alleiniger Parteivorsitzender.
1946 bis 1948 war er Oberbürgermeister von Gotha, danach bis 1949 Justizminister von Thüringen. Am 12. Oktober 1949 wurde er als Minister der Finanzen in die erste Regierung der DDR berufen und hatte das Amt bis zum 24. November 1955 inne. Angeblich wurde er auf eigenen Wunsch von seiner Funktion entbunden und sollte dann die „Bearbeitung der Fragen Gesamtdeutschlands“ übernehmen.
Ab 1949 war er Abgeordneter der (zunächst provisorischen) Volkskammer, ab 1950 stellvertretender Vorsitzender des Ministerrates bzw. stellvertretender Ministerpräsident der DDR und ab 1954 Mitglied des Präsidiums des Nationalrates der Nationalen Front. Ab Januar 1954 war er Vorsitzender des durch den Ministerrat gebildeten Ausschusses für deutsche Einheit. Außerdem war er ab 1949 Mitglied des Präsidiums des Deutschen Friedensrats.
Sein Grab befindet sich auf dem Dorotheenstädtischen Friedhof in Berlin.
Der Lyriker Jens Gerlach widmete Loch in „Dorotheenstädtische Monologe“ ein Gedicht.

## Auszeichnungen und Ehrungen
- 1954 Vaterländischer Verdienstorden in Gold
- 1954 Ehrennadel der Gesellschaft für Deutsch-Sowjetische Freundschaft Stufe I
- 1956 Ernst-Moritz-Arndt-Medaille
- 1960 Orden Banner der Arbeit
- 1961 bis 1992 war in Berlin-Friedrichsfelde die heutige Sewanstraße nach ihm benannt. Das in den 1960er Jahren größte Neubaugebiet Ost-Berlins beiderseits dieser Straße hieß Hans-Loch-Viertel.[4]
- 1961 benannte die Stadt Gotha die „Dr.-Hans-Loch-Straße“, die auch heute (2023) noch diesen Namen trägt.
- Eine Hans-Loch-Straße gibt es bis heute (Stand: 2023) in Erfurt und Oranienburg.

## Darstellung Lochs in der bildenden Kunst
- Willi Warschowske: Porträt Hans Loch (1954, Öl auf Leinwand, 80 × 61 cm; Kunstarchiv Beeskow)

## Schriften
- Die LDP und ihre politische Lage. Weimar 1949.
- Die Nationale Front, Völkerrecht und Frieden. Weimar 1949.
- Liberalismus heute. Weimar 1949.
- Interview mit dem Jenseits. Weimar 1950.
- Entscheidende Tage. Verlag Kultur und Fortschritt, Berlin 1953, DNB 574640002.
- Ein Bürger sieht die Sowjetunion. Paul List Verlag, Leipzig 1953, DNB 574639985.
- Mit Bleistift und Kamera durch den russischen Alltag. Verlag Kultur und Fortschritt, Berlin 1954, DNB 574639993.
- Auferstehung einzigartiger Kunst durch edle Freundestat. Verlag Kultur und Fortschritt, Berlin 1954, DNB 574639977.
- Auf seltsamen Pfaden. Streifzüge durch das Russland von gestern und heute. Verlag Kultur und Fortschritt, Berlin 1955, DNB 453150454.
- In eine neue Epoche. Ein Buch für den Mittelstand. Buchverlag Der Morgen, Berlin 1958, DNB 453150446.
- Von der Elbe bis zum Gelben Meer. Buchverlag Der Morgen, Berlin 1958, DNB 453150462.
- Wir sind dabei gewesen. Buchverlag Der Morgen, Berlin 1959, DNB 574640010.